# Karel Van Cauwelaert de Wyels
Karel Van Cauwelaert de Wyels, né à Onze-Lieve-Vrouw-Lombeek le 15 janvier 1905 et mort à Ninove le 14 janvier 1987, est un haut fonctionnaire, journaliste et homme politique belge.

## Fonctions et mandats
- Vice-président du Katholiek Vlaams Hoogstudentenverbond
- Rédacteur en chef et directeur de Het Volk : 1945-1965
- Bourgmestre de Pamel : 1964-1965
- Bourgmestre de Roosdaal : 1965-1982
- Membre du Sénat belge : 1958-1971

## Sources
- Paul VAN MOLLE, Het Belgisch Parlement, 1894-1972, Antwerpen, 1972